# 宮内璋
宮内 璋（みやうち あきら、1921年12月11日 - 2008年4月30日）は、日本の哲学者。南山大学名誉教授。専門はギリシア哲学。

## 略歴
東京出身。東京帝国大学文学部哲学科卒業。1953年南山大学に赴任。南山大学講師、同助教授を経て1968年同文学部教授。1990年より南山大学名誉教授。1996年、勲四等旭日小綬章を受章。

## 翻訳
- 『アリストテレス全集 2 詭弁論駁論』（岩波書店、1970年）
- 『アリストテレス全集 17 断片集』（松本厚共訳、岩波書店、1972年）

## 栄典
- 勲四等旭日小綬章